# Mistrzostwa Świata w Lekkoatletyce 2015 – sztafeta 4 × 400 m kobiet

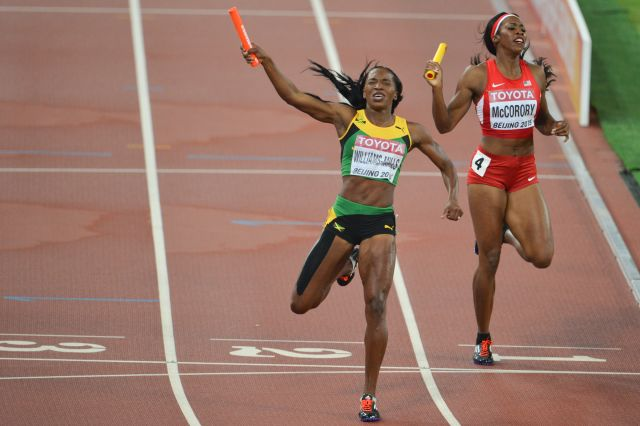
Mistrzostwa Świata w Lekkoatletyce 2015 – sztafeta 4 × 400 m kobiet.

Sztafeta 4 × 400 metrów kobiet – jedna z konkurencji biegowych drużynowych rozgrywanych podczas lekkoatletycznych mistrzostw świata na Stadionie Narodowym w Pekinie.
Tytułu mistrzowskiego nie obroniły Rosjanki.

## Terminarz
| Data        | Godzina |            |
| ----------- | ------- | ---------- |
| 29 sierpnia | 10:15   | Eliminacje |
| 30 sierpnia | 20:05   | Finał      |

## Rekordy
Tabela prezentuje rekord świata, rekordy poszczególnych kontynentów, mistrzostw świata, a także najlepszy rezultat na świecie w sezonie 2015 przed rozpoczęciem mistrzostw.
|                            | Zawodnik                                                                                              | Wynik   | Miejsce   | Data                     |
| -------------------------- | --- | ------- | --------- | ------------------------ |
| Rekord świata              | ZSRR · (Tatjana Ledowska, Olga Nazarowa, Marija Pinigina, Olha Bryzhina)                              | 3:15,17 | Seul      | 1 października 1988(dts) |
| Rekord mistrzostw świata   | Stany Zjednoczone · (Gwen Torrence, Maicel Malone-Wallace, Natasha Kaiser-Brown, Jearl Miles-Clark)   | 3:16,71 | Stuttgart | 22 sierpnia 1993(dts)    |
| Listy światowe             | Stany Zjednoczone · (Phyllis Francis, Natasha Hastings, Sanya Richards-Ross, Francena McCorory)       | 3:19,39 | Nassau    | 3 maja 2015(dts)         |
| Rekord Afryki              | Nigeria · (Olabisi Afolabi, Fatima Yusuf, Charity Opara, Falilat Ogunkoya)                            | 3:21,04 | Atlanta   | 3 sierpnia 1996(dts)     |
| Rekord Azji                | Chiny · (An Xiaohong, Bai Xiaoyun, Cao Chunying, Ma Yuqin)                                            | 3:24,98 | Pekin     | 13 września 1993(dts)    |
| Rekord Ameryki Północnej   | Stany Zjednoczone · (Denean Howard-Hill, Diane Dixon, Valerie Brisco-Hooks, Florence Griffith-Joyner) | 3:15,51 | Seul      | 1 października 1988(dts) |
| Rekord Ameryki Południowej | Brazylia · (Geisa Aparecida Coutinho, Bárbara de Oliveira, Joelma Sousa, Jailma de Lima)              | 3:26,68 | São Paulo | 7 sierpnia 2011(dts)     |
| Rekord Europy              | ZSRR · (Tatjana Ledowska, Olga Nazarowa, Marija Pinigina, Olha Bryzhina)                              | 3:15,17 | Seul      | 1 października 1988(dts) |
| Rekord Australii i Oceanii | Australia · (Nova Peris, Tamsyn Lewis, Melinda Gainsford-Taylor, Cathy Freeman)                       | 3:23,81 | Sydney    | 30 września 2000(dts)    |

## Minima kwalifikacyjne
Aby zakwalifikować się do mistrzostw, należało znaleźć się w ósemce najlepszych sztafet zawodów 2014 roku lub ośmiu najlepszych sztafet na światowych listach według rankingu czasów (zaliczano wyniki uzyskane w okresie od 1 stycznia 2014 do 10 sierpnia 2015).

## Rezultaty

### Eliminacje
Awans: Pierwsze trzy z każdego biegu (Q) i dwie z najlepszymi czasami wśród przegranych (q).
| Pozycja | Bieg | Tor | Nation                   | Athletes                                                                          | Time    | Notes |
| ------- | ---- | --- | ------------------------ | --------------------------------------------------------------------------------- | ------- | ----- |
| 1.      | 2    | 4   | Stany Zjednoczone        | Phyllis Francis, Jessica Beard, Sanya Richards-Ross, Francena McCorory            | 3:23,05 | Q     |
| 2.      | 1    | 8   | Nigeria                  | Regina George, Funke Oladoye, Tosin Adeloye, Patience Okon George                 | 3:23,27 | Q,    |
| 3.      | 1    | 4   | Jamajka                  | Anastasia Le-Roy, Shericka Jackson, Chris-Ann Gordon, Christine Day               | 3:23,62 | Q     |
| 4.      | 1    | 2   | Rosja                    | Marija Michajłuk, Ksienija Zadorina, Jekatierina Rieńżyna, Ksenija Aksjonowa      | 3:23,75 | Q,    |
| 5.      | 2    | 9   | Wielka Brytania          | Eilidh Child, Anyika Onuora, Kirsten McAslan, Seren Bundy-Davies                  | 3:23,90 | Q,    |
| 6.      | 2    | 3   | Francja                  | Estelle Perrossier, Marie Gayot, Agnès Raharolahy, Floria Gueï                    | 3:24,86 | Q,    |
| 7.      | 2    | 2   | Ukraina                  | Julija Oliszewśka, Olha Bibik, Olha Zemlak, Olha Lachowa                          | 3:26,01 | q,    |
| 8.      | 1    | 3   | Kanada                   | Carline Muir, Aiyanna Stiverne, Sage Watson, Nicole Sassine                       | 3:26,14 | q,    |
| 9.      | 2    | 7   | Włochy                   | Maria Benedicta Chigbolu, Elena Maria Bonfanti, Ayomide Folorunso, Chiara Bazzoni | 3:27,07 | SB    |
| 10.     | 2    | 8   | Bahamy                   | Lanece Clarke, Christine Amertil, Katrina Seymour, Shaunae Miller                 | 3:28,46 | NR    |
| 11.     | 1    | 7   | Rumunia                  | Andreea Grecu, Anamaria Ioniță, Sanda Belgyan, Bianca Răzor                       | 3:28,60 | SB    |
| 12.     | 1    | 6   | Australia                | Anneliese Rubie, Jessica Gulli, Lauren Wells, Morgan Mitchell                     | 3:28,61 | SB    |
| 13.     | 2    | 6   | Japonia                  | Seika Aoyama, Kana Ichikawa, Asami Chiba, Sayaka Aoki                             | 3:28,91 | NR    |
| 14.     | 2    | 5   | Indie                    | Jisna Mathew, Tintu Luka, Debasree Majumdar, M. R. Poovamma                       | 3:29,08 | SB    |
| 15.     | 1    | 9   | Polska                   | Małgorzata Hołub, Patrycja Wyciszkiewicz, Joanna Linkiewicz, Justyna Święty       | 3:32,83 |       |
| 16.     | 1    | 5   | Chińska Republika Ludowa | Huang Guifen, Wang Huan , Li Xue, Cheng Chong                                     | 3:34,98 |       |

### Finał
| Pozycja | Tor | Państwo           | Zawodniczki                                                                      | Czas    | Uwagi |
| ------- | --- | ----------------- | -------------------------------------------------------------------------------- | ------- | ----- |
| 01 !    | 6   | Jamajka           | Christine Day, Shericka Jackson, Stephenie Ann McPherson, Novlene Williams-Mills | 3:19,13 | WL    |
| 02 !    | 4   | Stany Zjednoczone | Sanya Richards-Ross, Natasha Hastings, Allyson Felix, Francena McCorory          | 3:19,44 |       |
| 03 !    | 5   | Wielka Brytania   | Christine Ohuruogu, Anyika Onuora, Eilidh Child, Seren Bundy-Davies              | 3:23,62 | SB    |
| 4.      | 8   | Rosja             | Nadieżda Kotlarowa, Ksienija Zadorina, Ksienija Ryżowa, Ksenija Aksjonowa        | 3:24,84 |       |
| 5.      | 7   | Nigeria           | Regina George, Funke Oladoye, Tosin Adeloye, Patience Okon George                | 3:25,11 |       |
| 6.      | 2   | Ukraina           | Olha Zemlak, Natalija Łupu, Natalija Pyhyda, Olha Lachowa                        | 3:25,94 | SB    |
| 7.      | 9   | Francja           | Estelle Perrossier, Marie Gayot, Agnès Raharolahy, Floria Gueï                   | 3:26,45 |       |
| 8.      | 3   | Kanada            | Carline Muir, Aiyanna Stiverne, Sage Watson, Audrey Jean-Baptiste                | 3:27,69 |       |